# Bolbitis copelandii
Bolbitis copelandii là một loài dương xỉ trong họ Dryopteridaceae. Loài này được Ching ex Tardieu & C.Chr. mô tả khoa học đầu tiên năm 1938.
Danh pháp khoa học của loài này chưa được làm sáng tỏ. 